# Изумрудная скрижаль

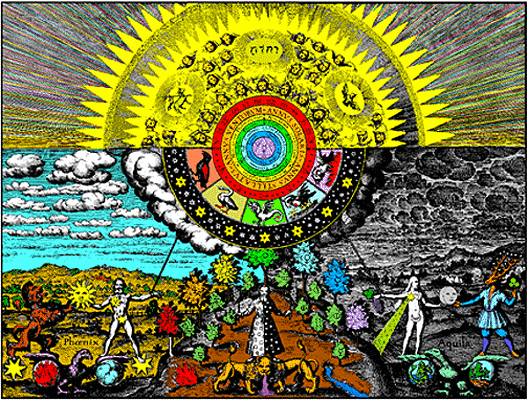
«Изумрудная скрижаль. Макрокосм и микрокосм». Раскрашенная гравюра М. Мериана из книги «Basilica Philosophica» (1618)

Изумру́дная скрижа́ль (лат. Tábula smarágdina) — важнейший памятник герметизма, получивший широкое распространение в латинском переводе. Согласно легенде, текст скрижали был оставлен Гермесом Трисмегистом на пластине из изумруда в египетском храме и обнаружен на могиле Гермеса Аполлонием Тианским, по другой версии — Александром Македонским.
Текст представляет собой чрезвычайно сжатую формулировку основных учений герметической философии, своего рода герметический «символ веры». По одной из распространённых версий толкования «Изумрудной скрижали», на ней записан рецепт алхимического Великого делания, то есть рецепт получения философского камня.

## История

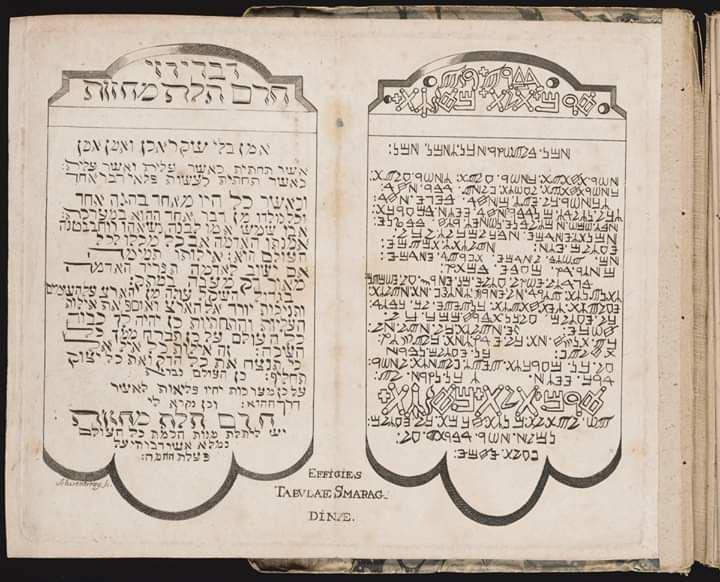
Tabula smaragdina. 1796. Йельский институт.

Латинский текст скрижали был известен ещё в Средние века, впервые он был опубликован в 1541 году в трактате «Об алхимии», подписанным именем Хрисогон Полидор (возможно, псевдоним Андреаса Озиандера; Chrysogonus Polydorus), и этот латинский текст много раз переиздавался. С ссылкой на более поздние издания он приведён в начале монографии 1926 года историка и востоковеда Юлиуса Руски «Tabula Smaragdina», являющейся до сих пор основным источником достоверных сведений о скрижали.
Также были найдены две версии скрижали на арабском языке, одна из которых приводится в работах алхимика Джабира ибн Хайяна. Э. Дж. Холмъярд обнаружил её в 1923 году во «Второй книге о стихии мироздания» Джабира. Руска работал с другим арабским вариантом Скрижали из книги, озаглавленной как «Тайна творения» и приписываемой Аполлонию, этот вариант был переписан с ещё более древней рукописи и вошёл в состав сборника наставлений для правителя «Китаб Сирр аль-Асрар», который считается письмом от Аристотеля к Александру Великому. Предполагаемый греческий первоисточник не найден.

## Арабские версии текста
Самая ранняя известная версия Изумрудной скрижали находится у Псевдо-Аполлония Тианского в тексте «Сирр аль-Халика» («Тайна творения и искусство природы»; около 750—850).
حق لا شك فيه صحيح

إن الأعلى من الأسفل والأسفل من الأعلى

عمل العجائب من واحد كما كانت الأشياء كلها من واحد بتدبير واحد

أبوه الشمس ، أمه القمر

حملته الريح في بطنها، غذته الأرض

أبو الطلسمات، خازن العجائب، كامل القوى

نار صارت أرضا اعزل الأرض من النار

اللطيف أكرم من الغليظ

برفق وحكم يصعد من الأرض إلى السماء وينزل إلى الأرض من السماء

وفيه قوة الأعلى والأسفل

لأن معه نور الأنوار فلذلك تهرب منه الظلمة

قوة القوى

يغلب كل شيء لطيف، يدخل في كل شيء غليظ

على تكوين العالم الأكبر تكوّن العمل

فهذا فخري ولذلك سمّيت هرمس المثلّث بالحكمة

### Из «Китаб Устукус аль-усс аль-тани» (ок 850—950), приписываемого Джабиру ибн Хайяну

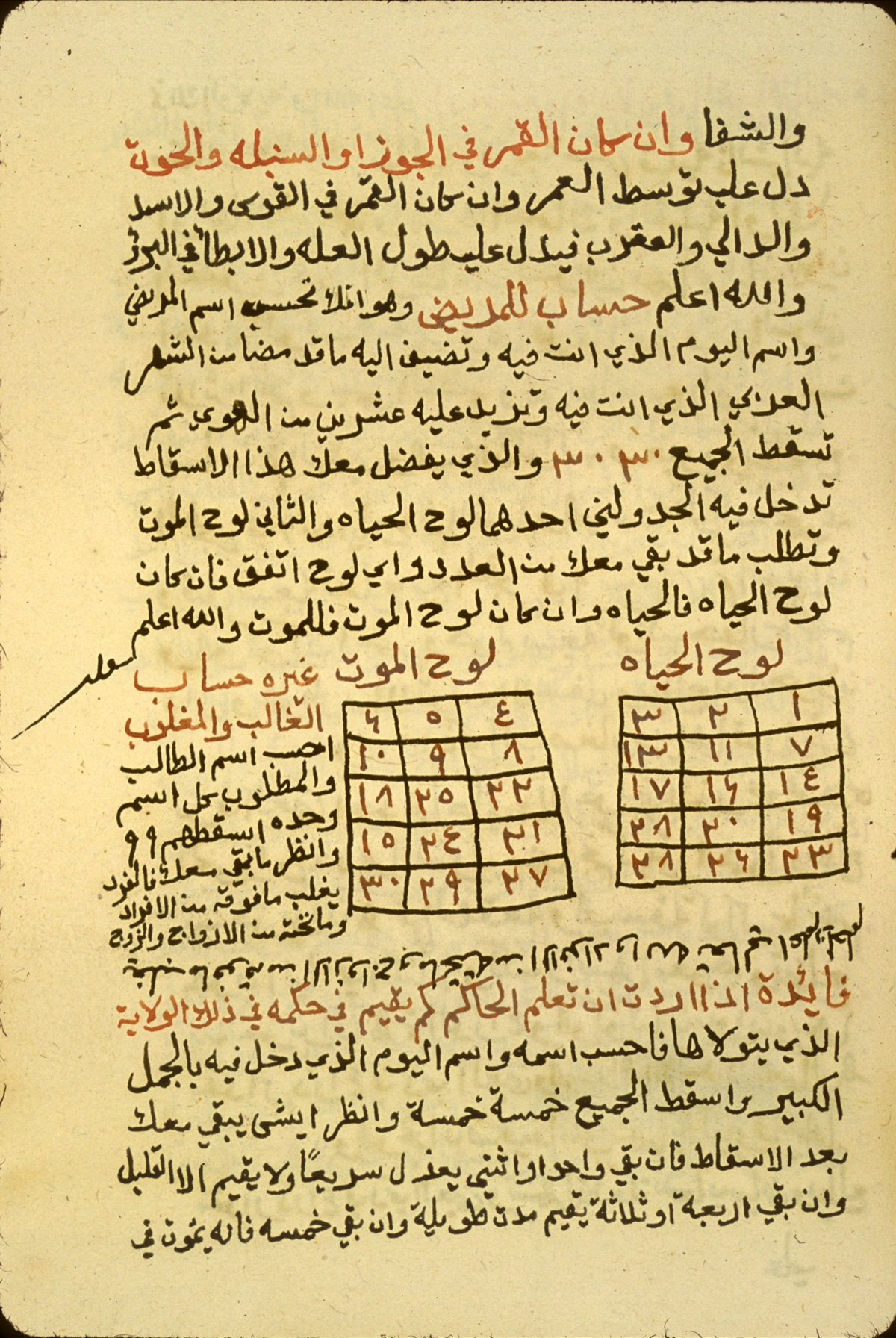
Страница из Китаб Сирр аль-Асрар (Тайна тайн)

Относительно строгая версия арабского текста цитируется в «Kitāb Ustuqus al-uss al-thānī» («Середняя книга»), приписываемой авторству Джабиру ибн Хайяну:
حقا يقينا لا شك فيه

إن الأعلى من الأسفل والأسفل من الأعلى

عمل العجائب من واحد كما كانت الأشياء كلها من واحد

وأبوه الشمس وأمه القمر

حملته الأرض في بطنها وغذته الريح في بطنها

نار صارت أرضا

اغذوا الأرض من اللطيف

بقوة القوى يصعد من الأرض إلى السماء

فيكون مسلطا على الأعلى والأسفل
Русский перевод:
Правда! Уверенность! То, в чём нет сомнений!

То, что вверху, происходит от того, что внизу, а то, что внизу, происходит от того, что вверху,

творит чудеса с одной [вещью]. Как все вещи были из Единого.

Его отец — Солнце, а мать — Луна.

Земля носила его в своем чреве, и Ветер питал его в своем чреве,

как Земля, которая станет Огнем.

Питайте Землю из того, что тонко,

с наибольшей силой. Он восходит от земли к небу

и становится правителем того, что вверху, и того, что внизу.

## Латинский вариант XVI века
| Латинский текст (с ударениями) | Русский перевод |
| --- | --- |
| Vérum est síne mendácio, cértum et veríssimum:                                                                                      | Истинно — без всякой лжи, достоверно и в высшей степени истинно:                                                                  |
| Quod est inférius est sícut id quod est supérius.                                                                                   | То, что внизу, аналогично тому, что вверху.                                                                                       |
| Et quod est supérius est sícut id quod est inférius, ad perpetránda (præparánda, penetránda) mirácula réi uníus.                    | И то, что вверху, аналогично тому, что внизу, чтобы осуществить чудеса единой вещи (философского камня?).(единого мира)           |
| Et sícut ómnes res fuérunt ab Úno, mediatióne (meditatióne) Uníus, sic ómnes res nátæ fuérunt ab hac úna re, adaptióne (adoptióne). | И подобно тому, как все вещи произошли от Единого, так все вещи родились от этой единой сущности через приспособление (принятие). |
| Páter éjus est sol, Máter éjus est lúna.                                                                                            | Солнце её отец, Луна её мать. |
| Portávit íllud véntus in véntre súo. Nútrix éjus térra est.                                                                         | Ветер носил её в своём чреве. Земля её кормилица.                                                                                 |
| Páter ómnis thelésmi totíus múndi est hic.                                                                                          | Вещь эта — отец всяческого совершенства во всей вселенной.                                                                        |
| Vis éjus íntegra est, si vérsa fúerit in térram.                                                                                    | Сила её остаётся цельной (неизрасходованной), когда она превращается в землю.                                                     |
| Separábis térram ab ígne, subtíle a spísso, suáviter mágno cum ingénio.                                                             | Ты отделишь землю от огня, тонкое от грубого осторожно и с большим искусством.                                                    |
| Ascéndit a térra in cǽlum, iterúmque descéndit in térram, et récipit vim superiórum et inferiórum.                                  | Эта вещь восходит от земли к небу и снова нисходит на землю, воспринимая силу как высших, так и низших областей мира.             |
| Sic habébis glóriam totíus múndi.                                                                                                   | Таким образом ты приобретешь славу всего мира.                                                                                    |
| Ídeo fúgiet a te ómnis obscúritas.                                                                                                  | Поэтому от тебя отойдёт всякая темнота.                                                                                           |
| Hæc est totíus fortitúdinis fortitúdo fórtis, quía víncet ómnem rem subtílem, omnémque sólidam penetrábit.                          | Эта вещь есть сила всяческой силы, ибо она победит всякую самую утончённую вещь и проникнет собою всякую твёрдую вещь.            |
| Sic múndus creátus est. | Так был сотворён мир. |
| Hinc érunt adaptiónes mirábiles, quárum módus est hic.                                                                              | Отсюда возникнут удивительные приспособления, способ которых такой (изложено выше).                                               |
| Ítaque vocátus sum Hérmes Trismegístus, hábens tres pártes philosóphiæ totíus múndi.                                                | Поэтому я был назван Гермесом Трижды-величайшим, так как я обладаю познанием трёх частей вселенской философии.                    |
| Complétum est quod díxi de operatióne sólis.                                                                                        | Полно то, что я сказал о действии солнца.                                                                                         |

## В популярной культуре
- Изумрудная скрижаль Гермеса — камерная симфония № 2 Сергея Ярунского.
- Табула Смарагдина — персонаж аниме «Overlord» («Владыка»), упоминаемый в отсылках на предысторию основных событий; созданные им персонажи Нигредо, Альбедо и Рубедо именуются по этапам создания философского камня из Изумрудной скрижали

## Литература

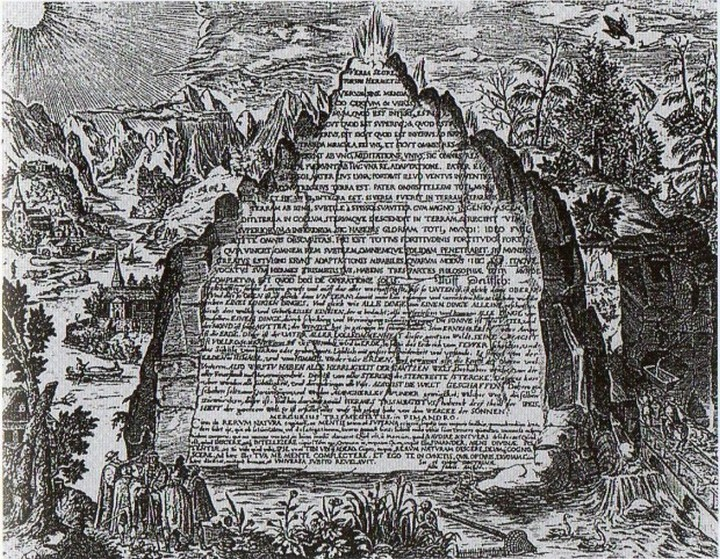
Символическое изображение изумрудной скрижали из работы Генриха Кунрата, 1606.